# Municipio de Hay Brook
El municipio de Hay Brook (en inglés: Hay Brook Township) es un municipio ubicado en el condado de Kanabec en el estado estadounidense de Minnesota. En el año 2010 tenía una población de 246 habitantes y una densidad poblacional de 2,61 personas por km².

## Geografía
El municipio de Hay Brook se encuentra ubicado en las coordenadas 46°5′31″N 93°21′40″O / 46.09194, -93.36111. Según la Oficina del Censo de los Estados Unidos, el municipio tiene una superficie total de 94.18 km², de la cual 93,56 km² corresponden a tierra firme y (0,66 %) 0,62 km² es agua.

## Demografía
Según el censo de 2010, había 246 personas residiendo en el municipio de Hay Brook. La densidad de población era de 2,61 hab./km². De los 246 habitantes, el municipio de Hay Brook estaba compuesto por el 95,53 % blancos, el 0,41 % eran asiáticos y el 4,07 % eran de una mezcla de razas. Del total de la población el 1,63 % eran hispanos o latinos de cualquier raza.